# Carlo Cassola
Carlo Cassola (ur. 17 marca 1917 w Rzymie, zm. 29 stycznia 1987 w Montecarlo) – włoski powieściopisarz i eseista. Laureat  Nagrody Stregi, najważniejszej włoskiej nagrody literackiej, za powieść "La Ragazza di Bube" z 1960 roku. W 1963 roku na podstawie powieści powstał film o tym samym tytule w reżyserii Luigiego Comencini.

## Wybrane dzieła
- L’amore tanto per fare (1981)
- Gisella (1974)
- Storia di Ada (1967)
- Il taglio del bosco (1955)
- L’uomo e il cane (1975)
- Un uomo solo (1978)
- I vecchi compagni: un matrimonio del dopoguera (1978)
- Vita d’artista (1980)
- La ragazza di Bube (1960)